# 2,4,N-三硝基苯胺基乙酸
2,4,N-三硝基苯胺基乙酸是一种有机化合物，化学式为C8H6N4O8。可以和一些金属化合物反应，产生相应的盐类。

## 合成
氯苯和氨基乙酸溶于溶剂，加入超强酸催化剂TiO2/SO42-，搅拌下加入发烟硝酸，产物分离后可以通过在乙腈中重结晶提纯。

## 拓展阅读
- K. Vedasankari, G. S. Murthy, M. R. Udupa. Structure of 2,4,N-trinitroanilinoacetic acid. Acta Cryst. (1990). C46, 1709-1711